# Moses Sakyi
Moses Sakyi (Accra, 12 de Março de 1981) é um futebolista do Gana, que joga habitualmente a avançado.
Actuou várias épocas no campeonato português. No início de 2008 transferiu-se para o AEL Limassol do Chipre. No entanto no início da época 2008/2009 voltou ao campeonato português para representar o Sporting Clube Olhanense, clube já havia representado antes.
No início da época 2009/2010 assinou pelo Gondomar Sport Clube, da II Divisão.

## Títulos
- Liga de Honra: 2008-09